# Skalisze
Skalisze (Skalisko, niem. Skallischen, 1938–1945 Altheide) – osada leśna (do 2010 gajówka) w Polsce, położona w województwie warmińsko-mazurskim, w powiecie węgorzewskim, w gminie Budry.
W latach 1975–1998 miejscowość administracyjnie należała do województwa suwalskiego.
W 2008 osadzie zamieszkiwało 37 osób zameldowanych na pobyt stały, tworzących 7 gospodarstw rodzinnych. Miejscowość położona jest na obrzeżu dużych obszarów leśnych i w okresie powojennym znajdowała się tu siedziba „Nadleśnictwa Skalisko”, które istniało do lat 80. tj. do czasu reorganizacji Administracji Lasów Państwowych. Miejscowość ta wchodzi w skład jednostki pomocniczej sołectwa Zabrost Wielki.